# Château de Bürresheim
Le château de Bürresheim, en Allemagne se trouve près de Mayen dans le land de Rhénanie-Palatinat.
Il est isolé dans un paysage de ruisseaux et de montagnes boisées.

## Description

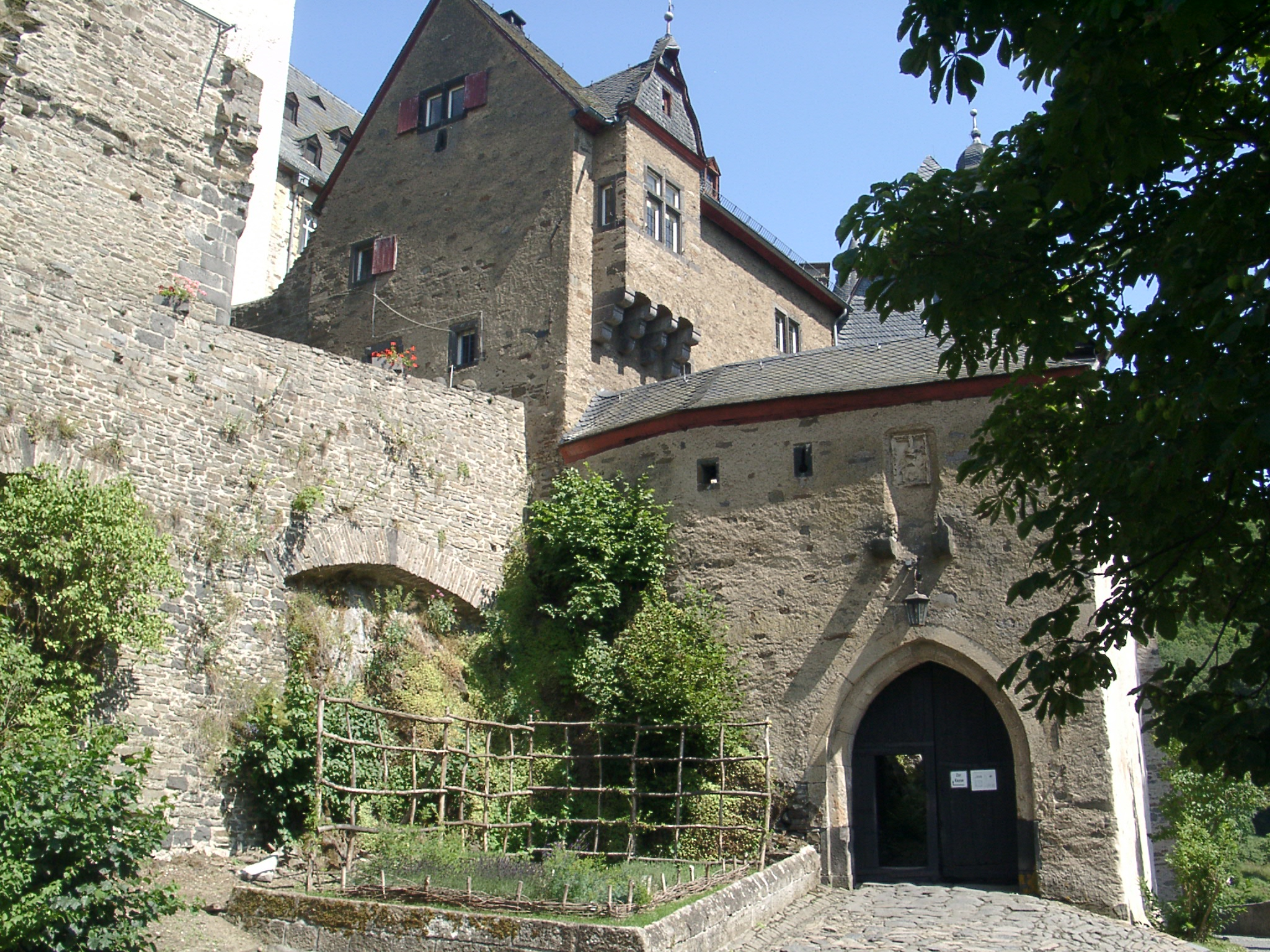
La cour intérieure du château.

Il est très rare de trouver un si vieux château qui ne fut jamais pris ni détruit, contrairement à la plupart des autres châteaux rhénans.
Il se compose de différents bâtiments, dont le beffroi est un des premiers construits. Les différents bâtiments ont été ajoutés entre le XIIe siècle et le XVIIe siècle. Les colombages, les différents toits recouverts d'ardoises et les tours sont d'origine.
À partir de 1700, on pouvait voir sur les peintures le petit jardin baroque qui est au sud du château.

## Histoire
Une famille de nobles qui vécut ici pendant des générations, jusqu'en 1938, collectionna de nombreux meubles du XVe siècle jusqu'au XIXe siècle et des peintures montrant la famille et les princes, collection que l'on peut voir encore aujourd'hui. 
Le donjon, qui est la partie la plus ancienne de l'ensemble date du XIIe siècle et les bases de l'aile est datent, elles, du XIVe siècle et des modifications ultérieures lui ont donné son aspect extérieur d'aujourd'hui.
On s'imagine la vie rudimentaire de la fin du XVe siècle en regardant les salles du château qui datent de la fin du Moyen Âge. À chaque étage on trouvait une grande salle avec des piliers en chêne, des poutres et des cheminées énormes, mais plus tard pour avoir des pièces plus agréables et confortables, on les a partagées en plusieurs plus petites.

## Films
- Indiana Jones et la Dernière Croisade, 1989. Appelé dans le film Château de Brunwald et localisé en Autriche près de la frontière austro-allemande.

## Galerie de photos

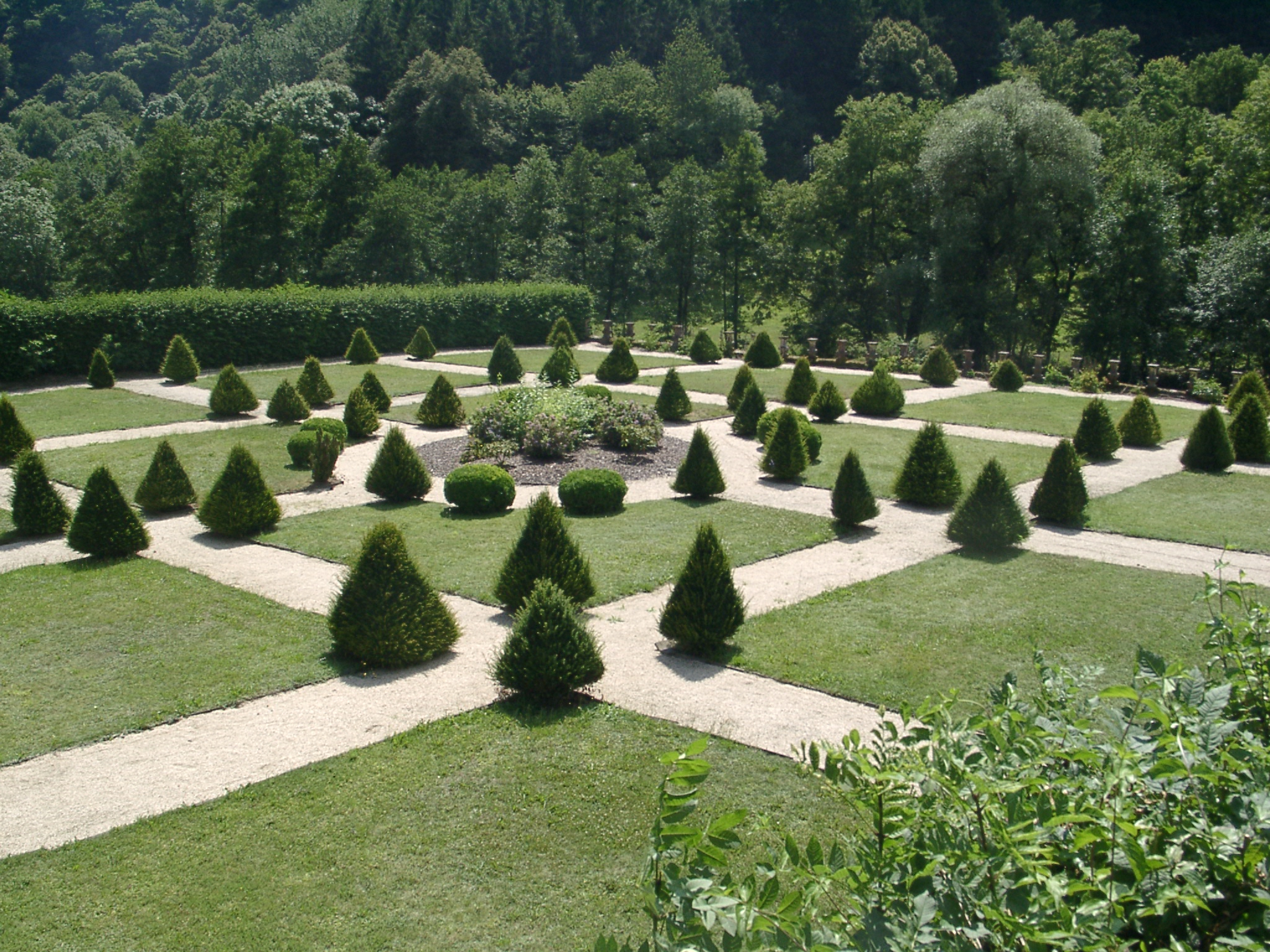
Les jardins
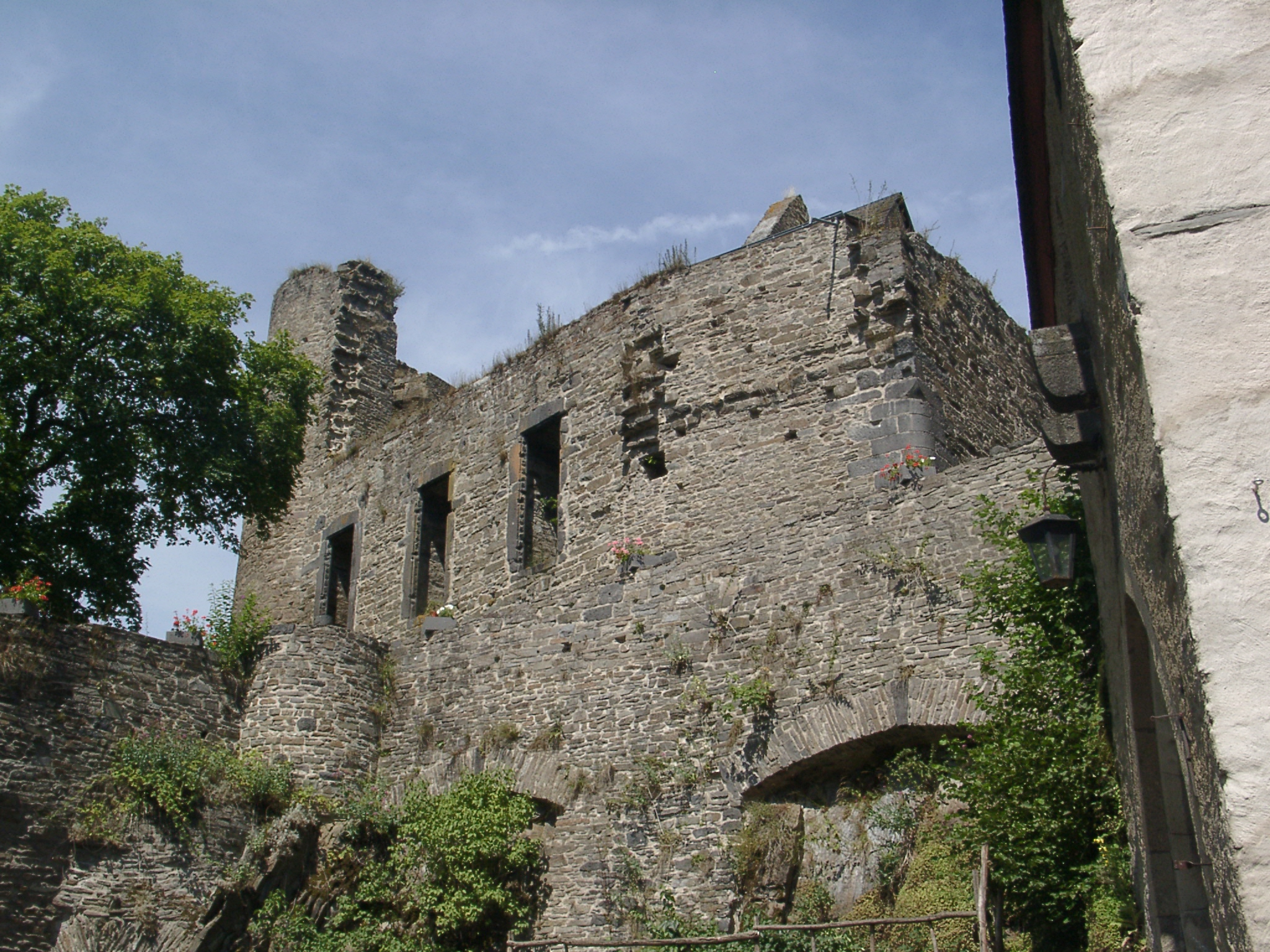
?
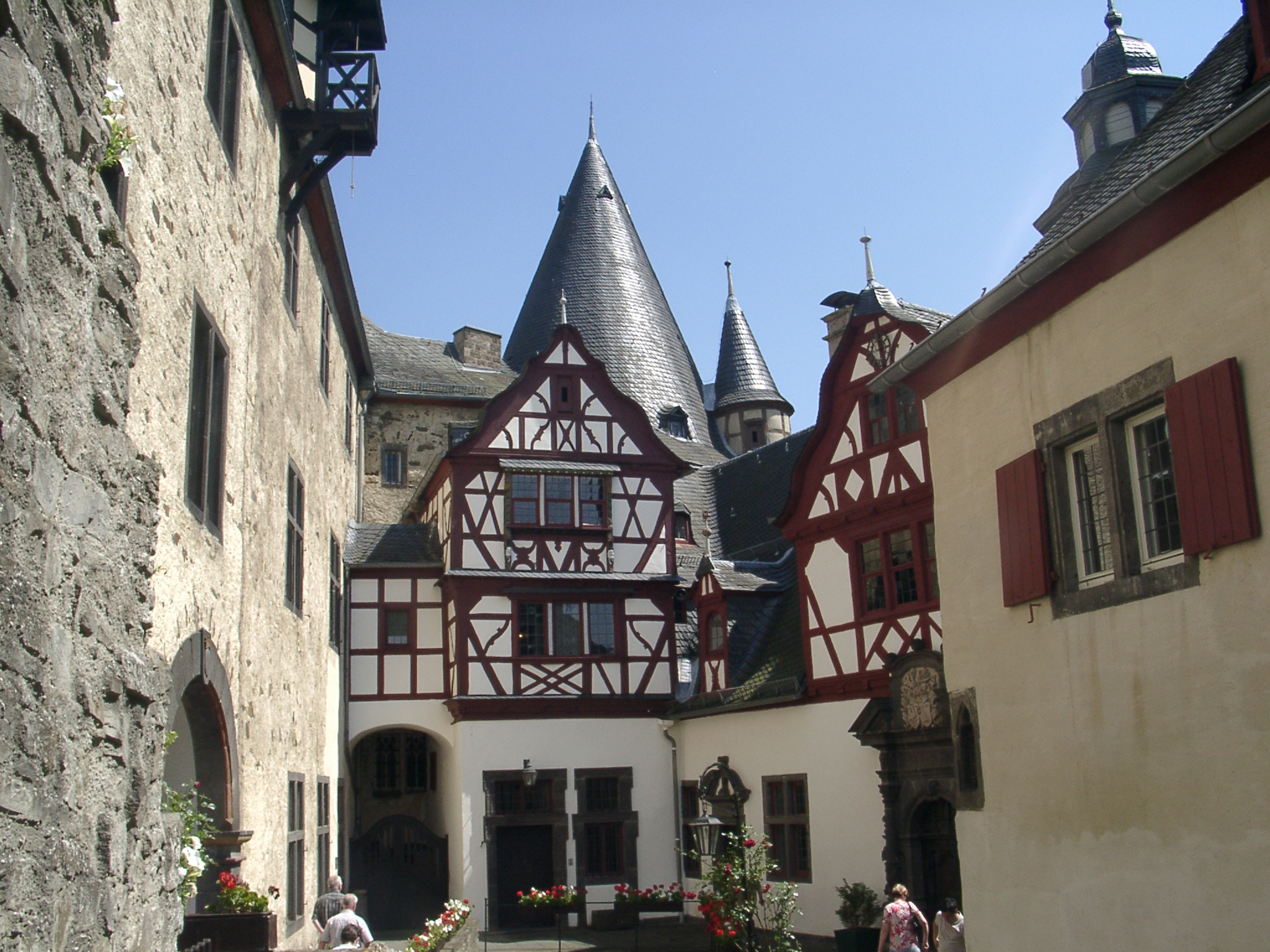
Cour Intérieure
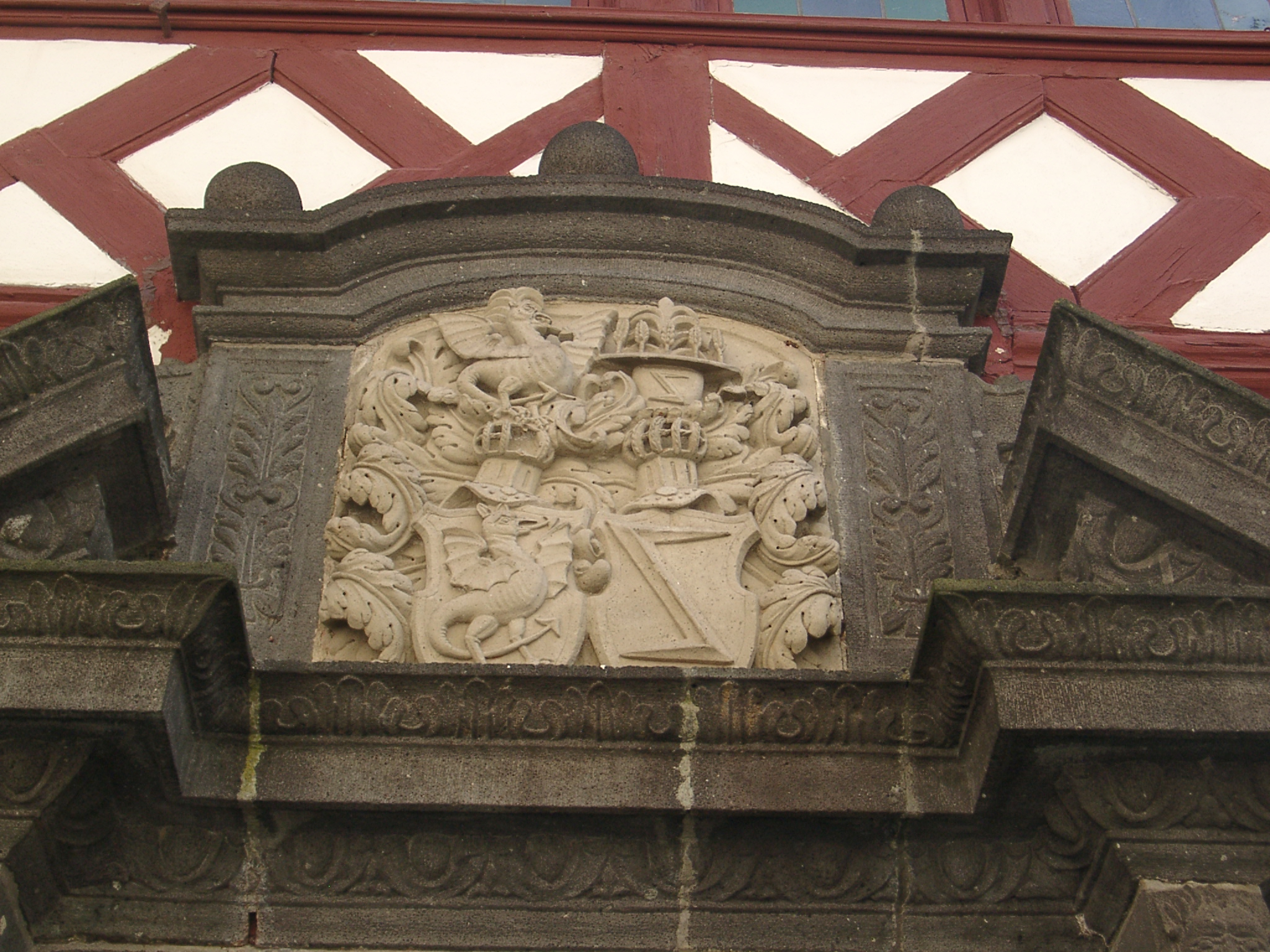
Armoiries
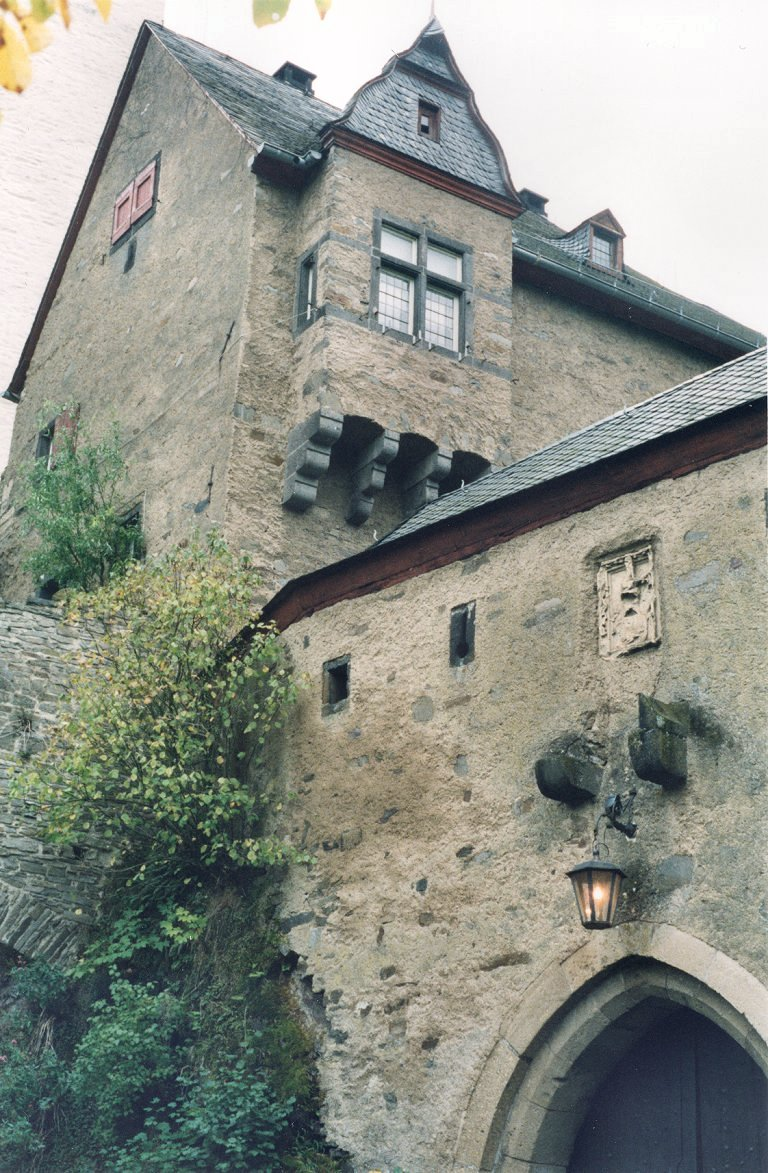
Entrée

## Sources
- Route Godefroy de Bouillon